# 사이덴정
사이덴정(財田町)은 오카야마현 조토군에 설치되었던 정이다. 현재의 오카야마시에 해당한다.